# Бинде, Гунар
Гу́нар Би́нде (латыш. Gunārs Binde; род. 27 декабря 1933) — латвийский фотохудожник.

## Биография
Гунар Бинде родился 27 декабря 1933 года на хуторе «Тилтини» в Бейской волости Валкского уезда (нынешняя Яуналуксненская волость Алуксненского края Латвии).
Окончил Приекульский сельскохозяйственный техникум (1957). Заниматься фотографией начал с 1957 года. С 1959 года профессиональный фотограф. Работал педагогом в Рижской средней школе прикладного искусства (1964—1975), фотографом Научно-технического совета Латвийского общества охраны памятников культуры (1975—1977), фотографом Музея Даугавы на острове Доле (1977—1994), фотоспециалистом Министерства обороны Латвии (с 1994).
В своём творчестве тяготеет к жанру чёрно-белого портрета, натюрморта, пейзажа и обнажённой натуры. Наиболее известен портрет режиссёра Эдуарда Смильгиса его работы, получивший награду на фотовыставке в Аргентине в 1966 году. Ему принадлежит авторство фотофильмов «Алло, Москва» (1966), «Своими руками» (1967) и «Салют» (1975). Принимал участие в создании документальных фильмов, изготовил театральные декорации к постановке «Эпифании» Иманта Зиедониса, имеет множество публикаций в латвийской и зарубежной прессе.
Является членом Латвийской ассоциации профессиональных фотографов, членом союза Латвийских фотохудожников, фотоклуба «Рига». Принимал участие в выставках в Латвии, Литве, Эстонии, Чехословакии, Аргентине, России, Бельгии, Польше, Югославии, США, Германии, Австрии, Словакии, Турции. Имеет почётное звание Выдающийся художник Международной федерации фотографического искусства (Excellence FIAP, 1988).
К 75-летию Гунара Бинде режиссёр Инара Колмане сняла документальный фильм «Акт», посвящённый творчеству фотохудожника.